# Phyllachora olyrae
Phyllachora olyrae är en svampart som beskrevs av Rehm 1897. Phyllachora olyrae ingår i släktet Phyllachora och familjen Phyllachoraceae.   Inga underarter finns listade i Catalogue of Life.